# Abu Nuwas

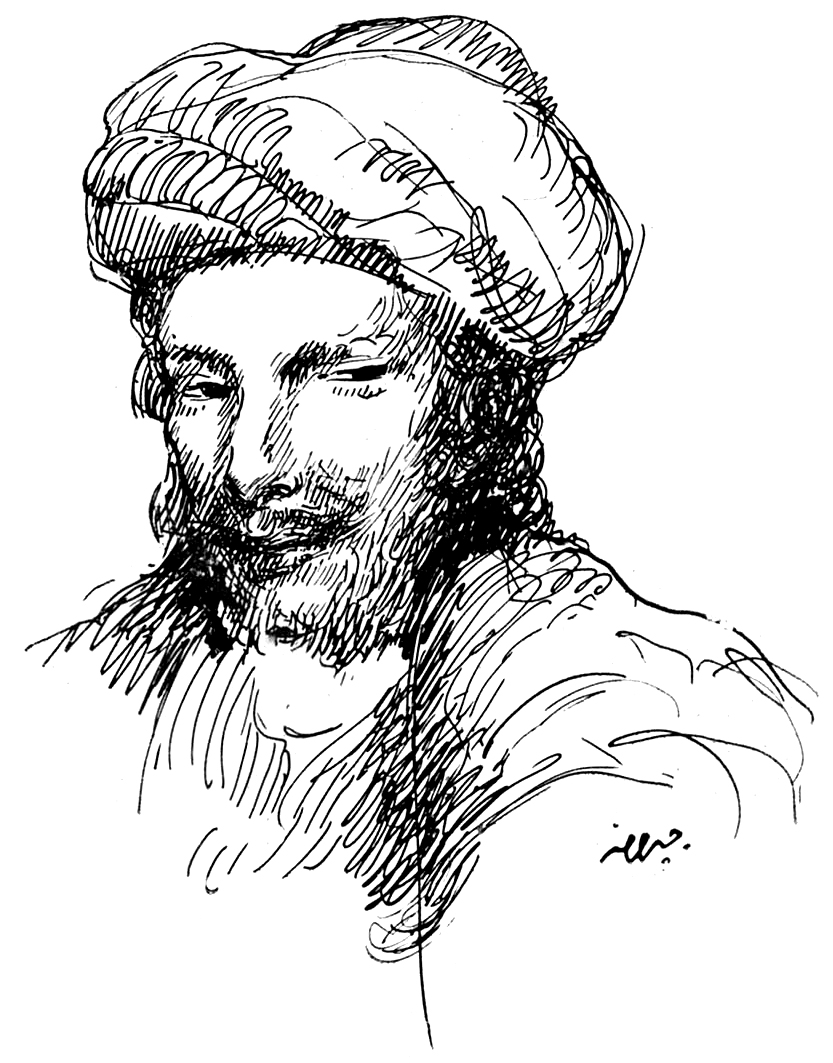
Skizze Abu Nawas von Kahlil Gibran in Al-Funoon (1916)

Abu Nuwas (arabisch أبو نواس, DMG Abū Nuwās), auch al-Hasan ibn Hani' al-Hakami ad-Dimaschqi / الحسن بن هانئ الحكمي الدمشقي / al-Ḥasan b. Hāniʾ al-Ḥakamī ad-Dimašqī (geboren 757 in Ahwaz; gestorben 815), gilt als erster urbaner Dichter der arabischen Literatur und war Hofpoet. In der Swahili-Literatur wird sein Name für eine fiktive Narrengestalt verwandt, der teilweise dieselben Geschichten zugeschrieben werden wie dem türkischen Nasreddin Hodscha oder dem nordafrikanischen Dschuha.

## Leben
Er lebte zur Zeit des Kalifen Hārūn ar-Raschīd. In 1001 Nacht wird Abu Nuwas als Begleiter des Kalifen erwähnt. Diese Epoche gilt als Zeit der klassischen arabischen Literatur mit dem Zentrum Bagdad, damals Hauptstadt Arabiens und Persiens.
Abu Nuwas lernte seinen Vater Hani nie kennen. Dieser war Araber, seine Mutter war eine persische Weberin. In Basra und Kufa studierte er bei den größten Philologen seiner Zeit. Um das beduinische Arabisch zu erlernen, das als besonders rein galt, soll er auch ein Jahr in der Wüste verbracht haben.
Literarisch geprägt ist diese Zeit durch den Übergang von den Topoi der Beduinendichtung zu einer Verklärung und Idealisierung derselben, oft auch ironisch, vor allem durch städtische Dichter. Abu Nuwas verfasste Wein-, Jagd- und Liebesgedichte, überwiegend in homoerotischer Form. Wegen dieser Dichtungen bekam er häufiger Schwierigkeiten; er wurde auch eingekerkert. In der letzten Periode seines Lebens wandte sich Abu Nuwas von der weltlichen Lyrik der Religion zu.
Eines seiner zahlreichen Spottgedichte büßte Abu Nuwas mit dem Tod: Eine vornehme Perserfamilie ließ ihn derart misshandeln, dass er an den Folgen starb.
Seit 1976 ist ein Krater mit 116 Kilometern Durchmesser auf dem Merkur nach dem Dichter benannt (Lage: 17,4°N, 20,4°W).

## Textbeispiele

### Wein und Koran
Schenk mir und schenk Joseph ein

den köstlichen Wein

der uns schaudern lässt

Meide die Wirrnis in deinem Leben

und nimm nur den Frieden

Schenk mir ein bis zum Rand

ich mag keine Becher

die nur halbvoll sind

Die Flasche auf dem Tisch

und das Buch daneben

Trink drei Gläser

und zitiere einen Vers

Das Gute hat sich mit Bösem vermischt

und -Gott möge mir verzeihen-

Der wird gewinnen in dem das eine

das andere überwand: genug!
(aus dem Französischen übersetzt)

### Die Freuden von Bagdad
Zu wem, sagt er, willst du nach Mekka gehen?

Ich antworte: Ja, wenn es mit den Freuden

von Bagdad vorbei sein wird.

Wie soll ich denn auf Pilgerfahrt gehen

solange ich hier abgesoffen bin

bei der Kupplerin oder dem Wirt?
(aus dem Französischen übersetzt)

## Abu Nuwas als literarische Figur
Abu Nuwas ist eine wiederholt auftretende Figur in den Geschichten aus Tausendundeiner Nacht. Er tritt unter anderem in folgenden Geschichten auf, sortiert nach der Arabian Nights Encyclopedia:
- Harun al-Raschid und Zubaida im Bade[1] (ANE 111)
- Die Sklavin Sitt al-Milah und Nur al-Din[2][3] (ANE 341)